# Capropygia unistriata
Capropygia unistriata is een straalvinnige vis uit de familie van de doosvissen (Aracanidae). De wetenschappelijke naam van de soort is, als Acerana unistriata, voor het eerst geldig gepubliceerd in 1855 door Johann Jakob Kaup.

## Type
- syntypes: BMNH 1852.2.28.1-3 (3)